# Ivan Vladislavic
Ivan Vladislavic, né en 1957 à Pretoria, est un romancier sud-africain de langue anglaise.
En 2007, son recueil de textes courts Portrait with Keys: Joburg and What-What obtient le prix de l'université de Johannesburg.
Son roman Double négatif (Double Negative), issu d'un travail avec le photographe David Goldblatt intitulé « TJ Double Negative», obtient le prix M-Net en 2011 et le prix de l'université de Johannesburg. Il obtient aussi le Prix de littérature Windham-Campbell en 2015 et est nommé professeur distingué de l'université du Witwatersrand.

## Œuvres
- Missing Persons, nouvelles, 1989. Traduit en français sous le titre Portés disparus aux éditions Complexe.
- The Folly, roman, 1993. Traduit en français sous le titre Folie aux éditions Zoé.
- Propaganda by Monuments, nouvelle, 1996. Traduit en français dans le recueil de nouvelles intitulé Les Monuments de la propagande aux éditions Zoé.
- The WHITES ONLY Bench, nouvelle. Traduit en français sous le titre Le Banc « réservé aux Blancs » aux éditions Zoé.
- The Restless Supermarket, 2001.
- The Exploded View, roman, 2004. Traduit en français sous le titre La Vue éclatée aux éditions Zoé.
- Portrait with Keys, essai, 2006. Traduit en français sous le titre Clés pour Johannesbourg aux éditions Zoé.
- Double Negative, roman, 2010. Traduit en français sous le titre Double négatif aux éditions Zoé.
- Flashback Hotel: Early Stories, nouvelles, 2010.
- The Loss Library, 2012.
- A Labour of Moles, 2012, illustré par Sunandini Banerjee.
- 101 Detectives, nouvelles, 2015.
- The Distance, roman, 2019, traduit en français par Georges Lory (Distance, aux éditions Zoé, 2020)
- The Near North, 2024,  (ISBN 9781770109025)